# V500 Aquilae
V500 Aquilae eller Nova Aquilae 1943 var en snabb nova i stjärnbilden Örnen. Novan upptäcktes den 30 april 1943 av den tyske geofysikern och astronomen Cuno Hoffmeister. Den nådde magnitud +6,1 i maximum och avklingade sedan 3 magnituder på 30 dygn. Den är nu en stjärna av 18:e magnituden. 